# Astrodendrum
Astrodendrum is een geslacht van slangsterren uit de familie Gorgonocephalidae. De wetenschappelijke naam van het geslacht werd in 1911 voorgesteld door Ludwig Döderlein toen hij de soort Gorgonocephalus sagaminus in een eigen geslacht plaatste. Omdat Gorgonocephalus sagaminus de enige soort was die Döderlein in het geslacht plaatste (als Astrodendrum sagaminum), is die soort ook automatisch de typesoort.

## Soorten
- Astrodendrum capensis (Mortensen, 1933)
- Astrodendrum elingamita Baker, 1974
- Astrodendrum galapagensis A.H. Clark, 1916
- Astrodendrum laevigatum (Koehler, 1897)
- Astrodendrum sagaminum (Döderlein, 1902)